# Gåspappan
Gåspappan (originaltitel: Duck Duck Goose) är en datoranimerad komedifilm från 2018 regisserad av Chris Jenkins.

## Rollista
- Jim Gaffigan - Peng
- Zendaya - Chi
- Lim Lance - Chao
- Greg Proops - Banzou
- Natasha Leggero - Jinjing
- Diedrich Bader - Bing
- Reggie Watts - Carl
- Carl Reiner - Larry
- Jennifer Grey - Edna
- Stephen Fry - Frazier
- Craig Ferguson - Giles
- Rick Overton - Stanley
- Christopher Jenkins - Crazy Eyes